# Lambros Papakostas

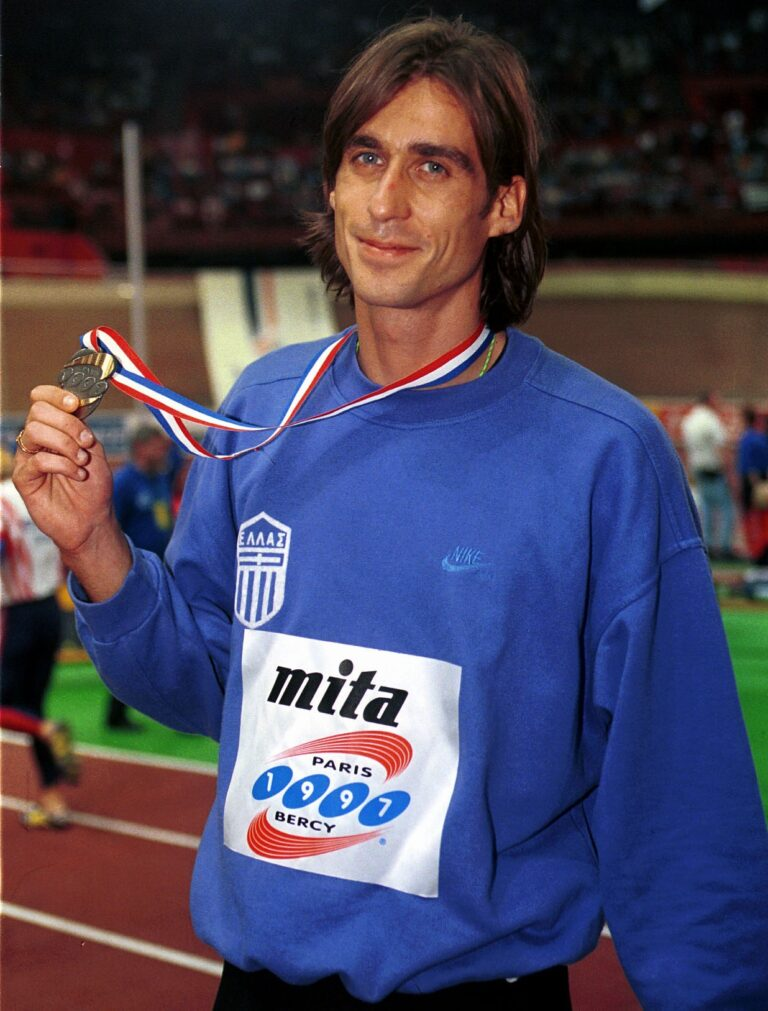
Lambros Papakostas, 1997

Lambros Papakostas (griechisch Λάμπρος Παπακώστας, * 20. Oktober 1969 in Karditsa) ist ein ehemaliger griechischer Hochspringer.

## Karriere
Papakostas wurde zwischen 1988 und 2000 achtmal Griechischer Meister im Hochsprung. International trat er erstmals bei den Leichtathletik-Juniorenweltmeisterschaften 1986 in Athen in Erscheinung und belegte dort den achten Platz. Zwei Jahre später gewann er bei den Leichtathletik-Juniorenweltmeisterschaften 1988 in Greater Sudbury hinter dem späteren Europa- und Vizeweltmeister Artur Partyka aus Polen die Silbermedaille.
Nach mehreren Finalplatzierungen, unter anderem einem achten Platz bei den Leichtathletik-Europameisterschaften 1994 in Helsinki, gelang Papakostas bei den Leichtathletik-Hallenweltmeisterschaften 1995 in Barcelona sein erster internationaler Medaillengewinn im Erwachsenenbereich. Mit einer persönlichen Hallenbestleistung von 2,35 m wurde er Zweiter und musste sich nur dem Olympiasieger und Weltrekordhalter Javier Sotomayor aus Kuba geschlagen geben, der 2,38 m übersprang.
Bei den Olympischen Spielen 1996 in Atlanta wurde Papakostas Sechster. Im folgenden Jahr errang er bei den Hallenweltmeisterschaften in Paris hinter dem US-amerikanischen Olympiasieger Charles Austin eine weitere Silbermedaille. Im Freien belegte er bei den Weltmeisterschaften in Athen den sechsten Platz. Danach blieb er noch einige Jahre aktiv, konnte international aber keine herausragenden Resultate mehr erzielen. Bei den Leichtathletik-Europameisterschaften 2006 wurde er auf einer Feier festgenommen und positiv auf Kokain getestet. Er wurde zu 30 Tagen Haft auf Bewährung verurteilt und für fünf Jahre gesperrt.
Lambros Papakostas ist 1,92 m groß und wog zu seiner aktiven Zeit 75 kg. Er startete zunächst für Gymnastikos Syllogos Karditsa und später für Aris Thessaloniki. Seine persönliche Bestleistung im Hochsprung beträgt 2,36 m, aufgestellt am 21. Juni 1992 in Athen.